# 焰色高鱂
焰色高鱂，為輻鰭魚綱鯉齒目鰕鱂亞目溪鱂科的其中一種，為熱帶淡水魚，分布於南美洲巴西聖弗朗西斯科河的支流Verde河流域，體長可達4.1公分，棲息在氾濫平原的季節性潟湖，生活習性不明。

## 擴展閱讀
維基物種上的相關：焰色高鱂